# سیدنی واگنر
سیدنی واگنر (انگلیسی: Sidney Wagner؛ ‏ ۱۳ ژانویهٔ ۱۹۰۱ – ۷ ژوئیهٔ ۱۹۴۷) فیلم‌بردار اهل ایالات متحده آمریکا بود.
وی ۲ مرتبه نامزد دریافت جایزه اسکار بهترین فیلم‌برداری شد.
از فیلم‌هایی که وی در فیلمبرداری آنها نقش داشته‌است، می‌توان به شیرهای غران در خانه اشاره کرد.